# Indium(I)-bromid
Indium(I)-bromid ist eine anorganische chemische Verbindung des Indiums aus der Gruppe der Bromide.

## Gewinnung und Darstellung
Indium(I)-bromid kann durch Reaktion von Indium mit Brom oder Indium(III)-bromid im Vakuum bei 300 bis 400 °C oder mit Quecksilber(II)-bromid bei 350 °C gewonnen werden.
{\displaystyle {\ce {2In + Br2 -> 2InBr}}}
{\displaystyle {\ce {2In + InBr3 -> 3InBr}}}
{\displaystyle {\ce {2In + HgBr2 -> 2InBr + Hg}}}

## Eigenschaften
Indium(I)-bromid ist ein rotbrauner, ätzender, geruchloser diamagnetischer Feststoff. Die Schmelze ist rot bis schwarz. Die Verbindung besitzt eine orthorhombische Kristallstruktur in der Raumgruppe Cmcm (Raumgruppen-Nr. 63) mit den Gitterparametern a = 446 pm, b = 1239 pm, c = 473 pm. Der Strukturtyp ist die Thallium(I)-iodid-Struktur.

## Verwendung
Indium(I)-bromid wird unter anderem als Katalysator in der organischen Chemie und in Schwefellampen verwendet.